# Colégio Militar/Luz (metropolitana di Lisbona)
Colégio Militar/Luz è una stazione della linea Blu della metropolitana di Lisbona.
La stazione è stata inaugurata nel 1988.

## Interscambi
Nelle vicinanze della stazione effettuano fermata alcune linee automobilistiche urbane e interurbane, gestite da Carris, Rodoviária de Lisboa e Vimeca/Lisboa Transportes.
- Fermata autobus